# Werner Ehrig
Werner Ehrig (ur. 22 kwietnia 1897 w Eibenstock, zm. 31 stycznia 1981 w Oldenburgu) – niemiecki generał, uczestnik agresji na Polskę i ataku na Związek Radziecki.
W armii niemieckiej służył od 1915 roku, uczestnicząc w działaniach bojowych podczas I wojny światowej. W czasie II wojny światowej uczestniczył w agresji na Polskę i ataku na Związek Radziecki. W czasie ataku na Polskę dowodził 216 Pułkiem Piechoty. Od listopada 1942 roku pełnił funkcję szefa sztabu LXXXVII Korpusu Piechoty. Następnie dowodzi 340 Dywizją Piechoty (od jesieni 1943 do czerwca 1944). W lipcu 1944 roku przejął dowodzenie 544 Dywizją do Zadań Specjalnych (przemianowana później na 544 Dywizję Grenadierów Ludowych). W styczniu 1945 roku dowodzona przez niego 544 DGL wzmocniła pozycje niemieckie w rejonie Tarnowa, z zamiarem powstrzymania ofensywy Armii Czerwonej.

## Ordery i odznaczenia
- Krzyż Rycerski Krzyża Żelaznego (1940)
- Krzyż Żelazny I klasy[2] z ponownym nadaniem 1939
- Krzyż Żelazny II klasy[2] z ponownym nadaniem 1939
- Czarna Odznaka za Rany (1918)[2]
- Kawaler II klasy Orderu Alberta z mieczami (Saksonia)[2]
- Srebrny Medal Fryderyka Augusta (Saksonia)[2]